# KK Null

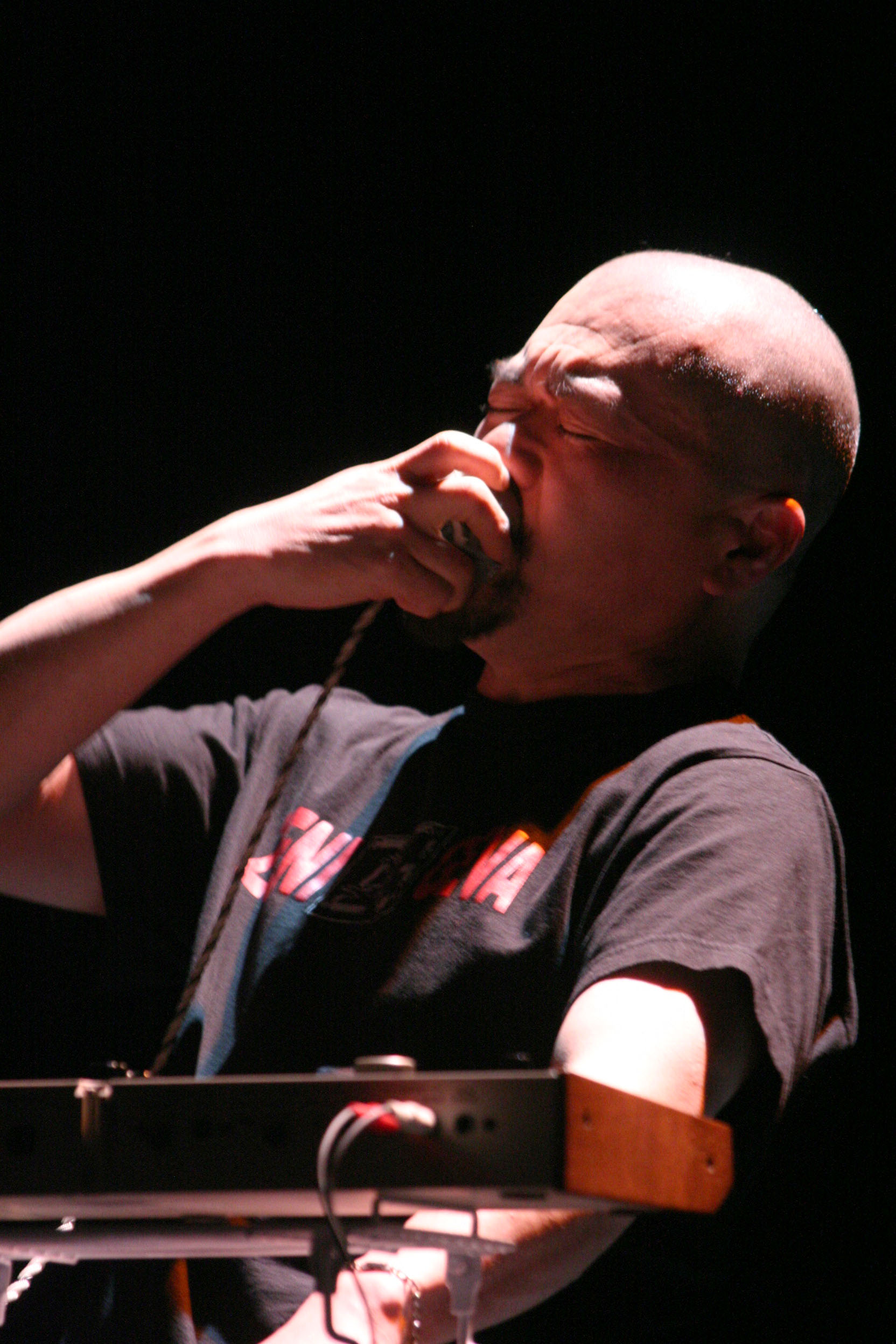
KK Null im März 2009

Kishino Kazuyuki (japanisch 岸野 一之; geboren 13. September 1961 in Tokio) ist ein japanischer Musiker. Bekannt wurde Kazuyuki unter dem Pseudonym KK Null oder K.K. Null. Anfänglich als Gitarrist spielt KK Null seit den 1990er Jahren überwiegend Synthesizer. Sein musikalisches Spektrum liegt zwischen Post-Hardcore,  Noise-Rock, Japanoise und Improvisationsmusik.

## Geschichte
Kazuyuki Kishino lernte im Jahr 1981 in einem Workshop der Mai-Juku-Kompagnie des Butoh-Tänzers Min Tanaka und begann mit Gitarrenimprovisationen in den Livehouse-Clubs von Tokio. Ab dem Jahr 1983 arbeitete er zwei Jahre lang als KK Null mit Merzbow zusammen. Indes trat Kishino der Band YBO2 bei und gründete die Noise-Rock-Band Absolut Null Punkt mit dem Fushitsusha-Schlagzeuger Murayama Seijiro, dem mit Yoshida Tatsuya von Ruins und Yamantaka Eye von Hanatarash.
Das erste Album als KK Null ohne Kollaborationspartner war die 1985 veröffentlichte MC 最終物質 = Saishiyu Bushitsu. Die Kassette war hinzukommend die erste Veröffentlichung des, um sein eigenes Werk zu veröffentlichen, gründeten Labels Nux Organization. Später erschienen neben KK Null, Absolut Null Punkt und weiteren Bands unter seiner Beteiligung auch Alben von Melt-Banana, Space Streakings und mehr via Nux Organization. So auch die Kompilations-Reihe Dead Tech, die die internationale Aufmerksamkeit auf die Noise- und Alternative-Musik Japans in den frühen 1990er Jahren mit begründete. So wird KK Null zu den Interpreten des Japanoise gezählt die in den 1990er Jahren besondere internationale Aufmerksamkeit erfuhren.
In den 1990er Jahren gründete Kishino mit die Band Zeni Geva. Während Kishino sich so in diversen Bands einbrachte und sein eigenes Label pflegte blieb er als KK Null weiterhin aktiv und kooperierte mit Interpreten wie Z’EV, John Zorn, Keiji Haino, Jon Rose oder Fred Frith und trat unter anderem in Paris, Barcelona, Mexiko-Stadt, Graz, Budapest, Sydney, Helsinki und Tilburg auf. Als KK Null erschien weit über 100 Studioalben. Die Veröffentlichungen von KK Null erschienen dabei über Nux Organisation sowie über weitere Unternehmen des Post-Industrial, des Metal und der Avantgarde wie Staalplaat, RRRecords, 4iB Records, Neurot Recordings, Steinklang Industries oder Crucial Blast.

## Stil
Dem Werdegang folgend gilt KK Null als „graue Eminenz der Krachkunstszene“.
Anfänglich nutzte er die Gitarre als Hauptinstrument. Später wandte er sich zunehmend der Nutzung von Synthesizern zu. Mindestens seit den späten 1990er ist KK Null auf eine elektronische Musik fokussiert, bei der „intensive, aufeinanderprallende Geräuschwellen, strukturierte elektroakustische Ambient-Klänge, gebrochene Rhythmen, verstreute Tonhöhen-Skulpturen und dröhnendes, isoliertes Material, das als ‚cosmic noise maximal/minimalism‘ beschrieben“ werden könne, einander begegnen und ergänzen. Seine Solo-Musik kombiniere so „Töne, elektronische Verzerrungen, Gesang, den man nur erahnen [könne], im Vordergrund sperrige Sounds, die sich aus dem Hintergrund mit Kettensägen und stürzenden Felsen überlagern.“